# Bologna Football Club 1919-1920
Questa voce raccoglie le informazioni riguardanti il Bologna Football Club nelle competizioni ufficiali della stagione 1919-1920.

## Stagione
Il Bologna alla ripresa delle attività sportive dopo il conflitto bellico, partecipa nel 1919-1920 al campionato di Prima Categoria dove giunge prima nel girone eliminatorio emiliano, qualificandosi alle semifinali assieme al Modena. Inserita nel girone C interregionale, si classifica al terzo posto dietro ad Inter (qualificata al girone finale) e Novara.

## Divise
| Casa | Portiere |

## Rosa
| N. |                   | Ruolo | Calciatore           |
| -- | ----------------- | ----- | -------------------- |
|    | Italia (bandiera) | P     | Giovanni Modelli     |
|    | Italia (bandiera) | D     | Renato Zecchi        |
|    | Italia (bandiera) | D     | Gino Spadoni         |
|    | Italia (bandiera) | D     | Italo Zappoli        |
|    | Italia (bandiera) | D     | Federico Rossi       |
|    | Italia (bandiera) | D     | Ugo Fini             |
|    | Italia (bandiera) | D     | Giacinto Miani       |
|    | Italia (bandiera) | D     | Pavoni               |
|    | Italia (bandiera) | C     | Mario Della Valle II |

| N. |                   | Ruolo | Calciatore               |
| -- | ----------------- | ----- | ------------------------ |
|    | Italia (bandiera) | C     | Pietro Genovesi          |
|    | Italia (bandiera) | C     | Angelo Badini I          |
|    | Spagna (bandiera) | A     | Nereo Bertoli            |
|    | Italia (bandiera) | A     | Emilio Badini II         |
|    | Italia (bandiera) | A     | Renato Biagi             |
|    | Italia (bandiera) | A     | Giuseppe Della Valle III |
|    | Italia (bandiera) | A     | Pietro Ponti             |
|    | Italia (bandiera) | A     | Augusto Badini IV        |
|    | Italia (bandiera) | A     | Bernardo Perin           |

## Risultati

### Campionato di Prima Categoria

#### Girone unico emiliano

##### Girone di andata
| Arbitro: | Sabattini (Bologna) |

|                                                    |           |  |
| Badini II (4) Della Valle II (2) Badini IV Bertoli | Marcatori |  |

| Arbitro: | Bertazzoni (Modena) |

|                        |           |  |
| Biagi 20’ Badini I 43’ | Marcatori |  |

| Arbitro: | Orlandini (Milano) |

|                                                         |           |  |
| Della Valle II 1’ (4) Badini I Rossi Perin (2) Genovesi | Marcatori |  |

| Arbitro: | Orlandini (Milano) |

|                 |           |                                            |
| Barbieri III 5’ | Marcatori | 30’ Della Valle II 50’ Rossi 75’ Badini II |

| Modena 9 novembre 1919 5ª giornata | Modena           | 0 – 0 | Bologna | \| Arbitro: \| A. Gama (Milano) \| |
| Arbitro:                           | A. Gama (Milano) |       |         |                                    |

##### Girone di ritorno
| Arbitro: | Gandolfi (Modena) |

|                   |           |                                 |
| Gabusi Cristiglio | Marcatori | Badini IV Perin Badini II Rossi |

| Arbitro: | Sabattini (Bologna) |

|                     |           |                                    |
| Casalini II Balasso | Marcatori | Perin (3) Badini II Ponti Genovesi |

| Arbitro: | Borgognoni (Bologna) |

|  |           |                                          |
|  | Marcatori | 30’ Perin 52’ Della Valle II 84’ Bertoli |

| Bologna 14 dicembre 1919 9ª giornata | Bologna           | 0 – 0 | Mantovana | Stadio Sterlino\| Arbitro: \| Crivelli (Milano) \| |
| Arbitro:                             | Crivelli (Milano) |       |           |                                                    |

| Arbitro: | Crivelli (Milano) |

|                                                          |           |  |
| Rossi 27’ Badini II 38’ Della Valle III 55’ Genovesi 63’ | Marcatori |  |

### Semifinali nazionali

#### Gruppo C

##### Girone di andata
| Arbitro: | Sabattini (Bologna) |

|                                                                       |           |              |
| Badini II 8’, 30’, 43’ Della Valle II 50’ Perin 52’, 76’ Genovesi 78’ | Marcatori | 23’ Bellolio |

| Arbitro: | Milano I (Alessandria) |

|             |           |                    |
| Reynaudi 4’ | Marcatori | 80’ Della Valle II |

| Arbitro: | Orlandini (Milano) |

|              |           |                                                |
| Bagnasco 75’ | Marcatori | 8’, 37’ Badini II 16’ Della Valle II 56’ Perin |

| Arbitro: | Crivelli (Milano) |

|  |           |               |
|  | Marcatori | 84’ Scheidler |

| Arbitro: | Cavazzana (Milano) |

|                                     |           |            |
| Della Valle II 27’ Rossi 87’ (rig.) | Marcatori | 47’ Romano |

##### Girone di ritorno
| Arbitro: | Cavazzana (Milano) |

|             |           |                               |
| Chieffi 30’ | Marcatori | 14’ Della Valle III 32’ Perin |

| Arbitro: | Varisco (Milano) |

|                                                    |           |  |
| Scheider 18’, 44’ Agradi 52’ Cevenini III 63’, 84’ | Marcatori |  |

| Arbitro: | Milano I (Alessandria) |

|                          |           |  |
| Calvi 5’, 84’ Romano 41’ | Marcatori |  |

| Arbitro: | Bellandi (Legnano) |

|                  |           |  |
| Chieffi 17’, 29’ | Marcatori |  |

| Arbitro: | Cattaneo (Milano) |

|                   |           |  |
| Genovesi 16’, 33’ | Marcatori |  |

## Statistiche

### Statistiche di squadra
| Competizione                           | Punti | In casa | In casa | In casa | In casa | In casa | In casa | In trasferta | In trasferta | In trasferta | In trasferta | In trasferta | In trasferta | Totale | Totale | Totale | Totale | Totale | Totale | DR  |
| Competizione                           | Punti | G       | V       | N       | P       | Gf      | Gs      | G            | V            | N            | P            | Gf           | Gs           | G      | V      | N      | P      | Gf     | Gs     | DR  |
| -------------------------------------- | ----- | ------- | ------- | ------- | ------- | ------- | ------- | ------------ | ------------ | ------------ | ------------ | ------------ | ------------ | ------ | ------ | ------ | ------ | ------ | ------ | --- |
| Prima Categoria (girone eliminatorio)  | 18    | 5       | 4       | 1       | 0       | 23      | 0       | 5            | 4            | 1            | 0            | 16           | 5            | 10     | 8      | 2      | 0      | 39     | 5      | +34 |
| Prima Categoria (girone di semifinale) | 13    | 5       | 4       | 0       | 1       | 13      | 3       | 5            | 2            | 1            | 2            | 7            | 11           | 10     | 6      | 1      | 3      | 20     | 14     | +6  |
| Totale                                 | 31    | 10      | 8       | 1       | 1       | 36      | 3       | 10           | 6            | 2            | 2            | 23           | 16           | 20     | 14     | 3      | 3      | 59     | 19     | +40 |